# Arturo Oporta
Arturo Oporta (ur. 26 września 1964) – panamski zapaśnik w stylu wolnym. Olimpijczyk z Seulu 1988, gdzie odpadł w eliminacjach w kategorii 62 kg.
Czwarty na igrzyskach panamerykańskich w 1987. Srebrny medalista mistrzostw panamerykańskich w 1988. Dwukrotny brązowy medalista igrzysk Ameryki Środkowej i Karaibów w 1986. Drugi na mistrzostwach Ameryki Centralnej w 1984 roku.